# Raymondia tauffliebi
Raymondia tauffliebi är en tvåvingeart som beskrevs av Oskar Theodor 1968. Raymondia tauffliebi ingår i släktet Raymondia och familjen lusflugor.
Artens utbredningsområde är Kongo. Inga underarter finns listade i Catalogue of Life.